# Die Reportageschule
Die Reportageschule ist eine private, verlagsunabhängige Journalistenschule in Reutlingen.

## Geschichte
Die Schule wurde im Jahr 2004 von der Reportergemeinschaft Zeitenspiegel und der Volkshochschule Reutlingen unter dem Namen  Zeitenspiegel-Reportageschule gegründet oder auch Zeitenspiegel-Reportageschule Günter Dahl, benannt nach dem 2004 verstorbenen Reporter des Wochenmagazins Stern. Sie bildet in einem zwölfmonatigen, kostenpflichtigen Lehrgang speziell in der journalistischen Darstellungsform Reportage aus mit dem Schwerpunkt im Print-Bereich. Zwölf Teilnehmer werden jährlich in einem Bewerbungsverfahren von Juroren der Schule ausgewählt. Voraussetzung sind Erfahrungen im Pressewesen, bspw. ein Volontariat bei einer Tageszeitung. Im Juni 2019 gab die Volkshochschule die Trennung von Zeitenspiegel bekannt. Seitdem firmiert die Einrichtung unter dem Namen Die Reportageschule und wird von Philipp Maußhardt und Ariel Hauptmeier geleitet. Ihnen zur Seite steht ein vierköpfiges Leitungsteam aus Heike Faller,  Barbara Hardinghaus, Katrin Langhans und Wolfgang Bauer.

## Absolventen
Zu den Absolventen der Schule gehören unter anderem die Nannen Preisträger Amrai Coen (Die Zeit), Pascale Müller und Lucas Vogelsang, die Geo-Reporterin Diana Laarz, der Reporter Raphael Thelen und Manuel Stark.